# Franois
Franois – miejscowość i gmina we Francji, w regionie Burgundia-Franche-Comté, w departamencie Doubs.
Według danych na rok 1990 gminę zamieszkiwało 1558 osób, a gęstość zaludnienia wynosiła 214 osób/km² (wśród 1786 gmin Franche-Comté Franois plasuje się na 102. miejscu pod względem liczby ludności, natomiast pod względem powierzchni na miejscu 619.).